# Hochfinsler
Hochfinsler är en bergstopp i Schweiz.   Den ligger i distriktet Wahlkreis Sarganserland och kantonen Sankt Gallen, i den östra delen av landet, 140 km öster om huvudstaden Bern. Toppen på Hochfinsler är 2 423 meter över havet, eller 235 meter över den omgivande terrängen. Bredden vid basen är 2,5 km.
Terrängen runt Hochfinsler är huvudsakligen mycket bergig. Närmaste större samhälle är Flums, 7,1 km nordost om Hochfinsler. 
Trakten runt Hochfinsler består i huvudsak av gräsmarker. Runt Hochfinsler är det ganska glesbefolkat, med 27 invånare per kvadratkilometer.